# 2,3,7,8-테트라클로로다이벤조다이옥신
2,3,7,8-테트라클로로다이벤조-p-다이옥신(2,3,7,8-Tetrachlorodibenzo-p-dioxin, TCDD)은 폴리클로린화 다이벤조-p-다이옥신이다. 이 계열 중 가장 약효가 강력한 화합물이며, 베트남 전쟁에서 사용된 악명 높은 에이전트 오렌지의 오염물질로 알려져 있다.

## 같이 보기
- 발암물질 목록